# Hyalurgus amnicola
Hyalurgus amnicola är en tvåvingeart som beskrevs av Richter 1974. Hyalurgus amnicola ingår i släktet Hyalurgus och familjen parasitflugor. Inga underarter finns listade i Catalogue of Life.